# Alessandro Pallavicini

Stemma antico dei Pallavicino.

Alessandro Pallavicini (... – XIV secolo), è stato un feudatario della nobile famiglia dei Pallavicino.

## Biografia

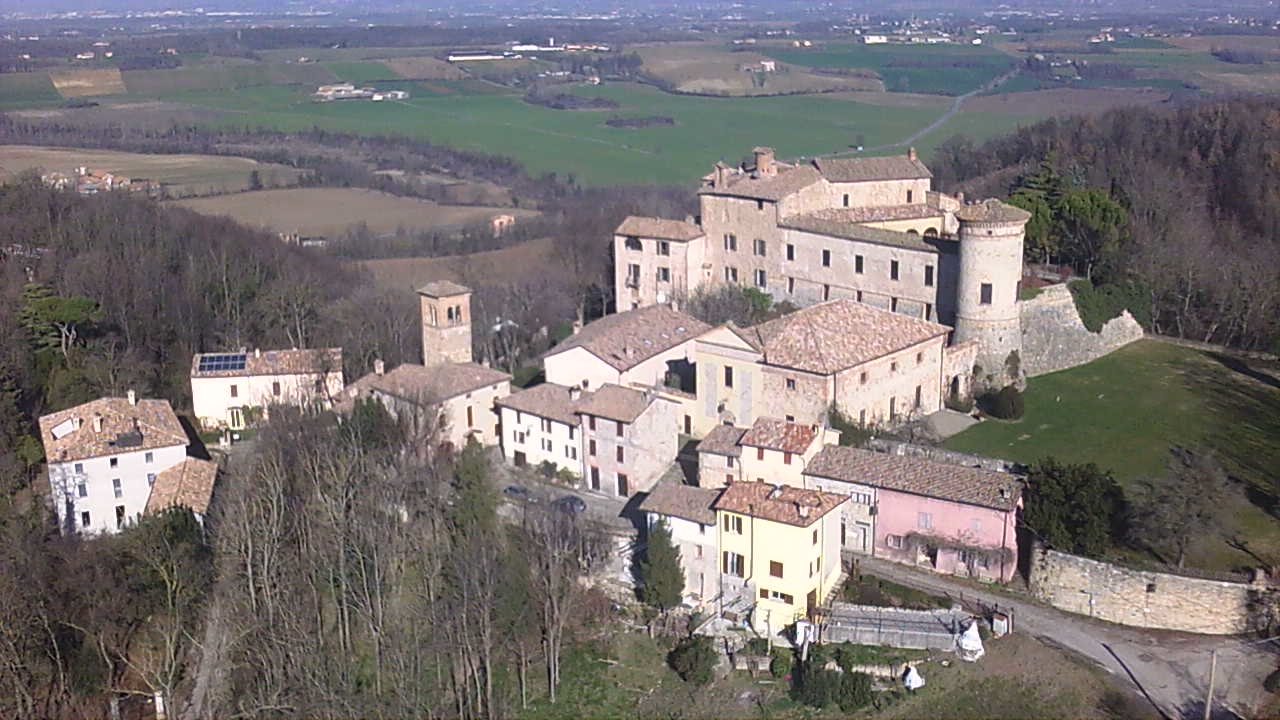
Il castello di Scipione

Era figlio di Guglielmo di Manfredo, della linea dei Pallavicino di Scipione, e di Costanza d'Este.
Fu indotto dal cugino Guglielmo a scendere in armi contro Giberto da Correggio, capo dei guelfi di Parma, che volle assediare Scipione Castello. I difensori del castello non vollero guerreggiare contro il nemico ed aprirono le porte della fortezza. Alessandro si schierò dalla parte di Galeazzo I Visconti, signore di Milano, che prese possesso di Piacenza e nel 1321, a fianco di Corradino Malaspina, combatté i guelfi nella battaglia di Bardi.